# James Tallmadge
James Tallmadge (Stanfordville, 28 gennaio 1778 – New York City, 29 settembre 1853) è stato un politico statunitense eletto alla Camera dei Rappresentanti (House of Representatives).

## Biografia
A lui si deve nel 1819 la proposta, bocciata dal Congresso degli Stati Uniti, riguardante la questione del Missouri (Compromesso del Missouri). In tale progetto di legge federale, Tallmadge proponeva di annettere il Missouri all'unione, solo a patto che abolisse gradualmente la schiavitù all'interno del suo territorio. La proposta fu approvata dalla Camera dei Rappresentanti, ma non dal Senato a causa della parità di voti tra gli Stati del sud e gli Stati del nord.